# Michail Kraft
Michail Kraft (* 1999 oder 2000) ist ein deutscher Sportakrobat.

## Leben
Michail Kraft stammt aus Riesa (Sachsen). Als Mitglied des SC Riesa widmete er sich schon früh mit seinem Partner Tim Sebastian aus Dresden der Sportdisziplin Sportakrobatik, in der beide schon bald in internationalen Wettkämpfen eingesetzt wurden. So errangen sie 2015 bei den Europameisterschaften in Riesa den dritten Platz und damit eine Bronzemedaille. Auch bei den Europameisterschaften 2017 erkämpften beide erneut eine Bronzemedaille, und zwar in der Balance-Übung.
Ihren bisherigen Höhepunkt erreichten Kraft und Sebastian bei den World Games 2017 in der Jahrhunderthalle in Breslau, bei der sie sich in der Endausscheidung gegen die russische Mannschaft durchsetzten und die Goldmedaille gewannen.
Für diese sportliche Leistung erhielten sie am 25. Oktober 2017 von Bundespräsident Frank-Walter Steinmeier das Silberne Lorbeerblatt.